# 3332 Raksha
3332 Raksha è un asteroide della fascia principale. Scoperto nel 1978, presenta un'orbita caratterizzata da un semiasse maggiore pari a 2,5443605 UA e da un'eccentricità di 0,0848144, inclinata di 14,85349° rispetto all'eclittica.